# تمل (رشت)
تمل، یکی از روستا های بزرگ از توابع بخش خشکبیجار و شهرستان رشت استان گیلان می باشد ، اشخاص سر شناسی چون امام جمعه شهر خشکبیجار از روستای تمل در سال 1402 انتخاب شده 
و در این محل اشخاص تحصیل کرده بسیار هستند از جمله آقای بدری روضه‌خوان روستا و حاج آقا نصرتی دبیر کانون فرهنگی هلال‌احمر شعبه رشت

## جمعیت
این روستا در خشکبیجار قرار دارد و براساس سرشماری مرکز آمار ایران در سال ۱۳۸۵، جمعیت آن ۱۷۲۰ نفر (۴۵۶خانوار) بوده‌است. همچین جمعیت آن در سال ۱۴۰۲ بر بالغ ۲۰۰۰ نفر می باشد